# Чемпіонат світу з пляжного футболу 1999
Чемпіонат світу з пляжного футболу 1999 — п'ятий чемпіонат світу з пляжного футболу, який вп'яте поспіль виграла збірна Бразилії. Турнір традиційно був проведений на пляжі Копакабана в Ріо-де-Жанейро, Бразилія. У цьому чемпіонаті вперше взяло участь 12 команд.
Переможцем стала збірна Бразилії, яка у фіналі перемогла збірну Португалії.

## Формат турніру
Формат цього чемпіонату кардинально відрізнявся від попередніх, бо кількість команд сягнула дванадцяти. Усі команд були розбиті на чотири групи по три збірні у кожній. Дві команди з кожної групи проходили у чвертьфінал.

## Учасники
| Збірна     | Конфедерація | Кількість виступів на ЧС до цього | Найкращий виступ                    | Остання участь |
| ---------- | ------------ | --------------------------------- | ----------------------------------- | -------------- |
| Японія     | АФК          | 1                                 | Груповий етап (1997)                | 1997           |
| Малайзія   | КОНМЕБОЛ     | дебютант                          | дебютант                            | дебютант       |
| ПАР        | КАФ          | дебютант                          | дебютант                            | дебютант       |
| США        | КОНКАКАФ     | 4                                 | 2 місце (1995)                      | 1998           |
| Канада     | КОНКАКАФ     | 1                                 | Груповий етап (1996)                | 1996           |
| Бразилія   | КОНМЕБОЛ     | 4                                 | Переможець (1995, 1996, 1997, 1998) | 1998           |
| Уругвай    | КОНМЕБОЛ     | 4                                 | 2 місце (1996, 1997)                | 1998           |
| Перу       | КОНМЕБОЛ     | 1                                 | 4 місце (1998)                      | 1998           |
| Франція    | УЄФА         | 2                                 | 2 місце (1998)                      | 1998           |
| Іспанія    | УЄФА         | 1                                 | Груповий етап (1998)                | 1998           |
| Португалія | УЄФА         | 2                                 | Груповий етап (1997, 1998)          | 1998           |
| Італія     | УЄФА         | 4                                 | 3 місце (1996)                      | 1998           |

## Груповий турнір

### Група A
| Команда  | Очки | І | В | П | ГЗ | ГП | +/- |
| -------- | ---- | - | - | - | -- | -- | --- |
| Бразилія | 6    | 2 | 2 | 0 | 25 | 10 | 15  |
| Японія   | 3    | 2 | 1 | 1 | 12 | 14 | -2  |
| Франція  | 0    | 2 | 0 | 2 | 9  | 22 | -13 |

| 10 січня 1999 |

| Бразилія | 15–5 | Франція |
| -------- | ---- | ------- |
|          |      |         |

| Копакабана |

| 11 січня 1999 |

| Бразилія | 10–5 | Японія |
| -------- | ---- | ------ |
|          |      |        |

| Копакабана |

| 12 січня 1999 |

| Японія | 7–4 | Франція |
| ------ | --- | ------- |
|        |     |         |

| Копакабана |

### Група B
| Команда | Очки | І | В | П | ГЗ | ГП | +/- |
| ------- | ---- | - | - | - | -- | -- | --- |
| Уругвай | 6    | 2 | 2 | 0 | 15 | 4  | 11  |
| Іспанія | 3    | 2 | 1 | 1 | 8  | 6  | 2   |
| ПАР     | 0    | 2 | 0 | 2 | 1  | 14 | -13 |

| 10 січня 1999 |

| Уругвай | 10–0 | ПАР |
| ------- | ---- | --- |
|         |      |     |

| Копакабана |

| 11 січня 1999 |

| Іспанія | 4–1 | ПАР |
| ------- | --- | --- |
|         |     |     |

| Копакабана |

| 12 січня 1999 |

| Уругвай | 5–4 | Іспанія |
| ------- | --- | ------- |
|         |     |         |

| Копакабана |

### Група C
| Команда | Очки | І | В | П | ГЗ | ГП | +/- |
| ------- | ---- | - | - | - | -- | -- | --- |
| Перу    | 6    | 2 | 2 | 0 | 6  | 2  | 15  |
| Канада  | 3    | 2 | 1 | 1 | 6  | 6  | -2  |
| Італія  | 0    | 2 | 0 | 2 | 5  | 9  | -13 |

| 10 січня 1999 |

| Перу | 2–1 | Канада |
| ---- | --- | ------ |
|      |     |        |

| Копакабана |

| 11 січня 1999 |

| Перу | 4–1 | Італія |
| ---- | --- | ------ |
|      |     |        |

| Копакабана |

| 12 січня 1999 |

| Канада | 5–4 | Італія |
| ------ | --- | ------ |
|        |     |        |

| Копакабана |

### Група D
| Команда    | Очки | І | В | П | ГЗ | ГП | +/- |
| ---------- | ---- | - | - | - | -- | -- | --- |
| Португалія | 6    | 2 | 2 | 0 | 11 | 4  | 7   |
| США        | 3    | 2 | 1 | 1 | 9  | 7  | 2   |
| Малайзія   | 0    | 2 | 0 | 2 | 9  | 22 | -13 |

| 10 січня 1999 |

| США | 7–2 | Малайзія |
| --- | --- | -------- |
|     |     |          |

| Копакабана |

| 11 січня 1999 |

| Португалія | 6–2 | Малайзія |
| ---------- | --- | -------- |
|            |     |          |

| Копакабана |

| 12 січня 1999 |

| США | 2–5 | Португалія |
| --- | --- | ---------- |
|     |     |            |

| Копакабана |

## Матчі плей-оф

### Чвертьфінали
| 13 січня 1999 |

| Уругвай | 7–6 | США |
| ------- | --- | --- |
|         |     |     |

| Копакабана |

| 13 січня 1999 |

| Португалія | 6–1 | Іспанія |
| ---------- | --- | ------- |
|            |     |         |

| Копакабана |

| 14 січня 1999 |

| Перу | 7–3 | Японія |
| ---- | --- | ------ |
|      |     |        |

| Копакабана |

| 14 січня 1999 |

| Бразилія | 7–4 | Канада |
| -------- | --- | ------ |
|          |     |        |

| Копакабана |

### Півфінали
| 15 січня 1999 |

| Португалія | 5–2 | Перу |
| ---------- | --- | ---- |
|            |     |      |

| Копакабана |

| 15 січня 1999 |

| Бразилія | 5–2 | Уругвай |
| -------- | --- | ------- |
|          |     |         |

| Копакабана |

### Матч за 3-тє місце
| 16 січня 1999 |

| Уругвай | 7–6 | Перу |
| ------- | --- | ---- |
|         |     |      |

| Копакабана |

### Фінал
| 17 січня 1999 |

| Бразилія | 5–2 | Португалія |
| -------- | --- | ---------- |
|          |     |            |

| Копакабана |

| Переможець чемпіонату світу з пляжного футболу 1999 року |
| -------------------------------------------------------- |
| Бразилія                                                 |
| Бразилія П'ятий титул                                    |

## Підсумкова таблиця чемпіонату
| Місце | Команда    |
| ----- | ---------- |
| 1     | Бразилія   |
| 2     | Португалія |
| 3     | Уругвай    |
| 4     | Перу       |
| 5     | Іспанія    |
| 6     | США        |
| 7     | Канада     |
| 8     | Японія     |
| 9     | Італія     |
| 10    | Малайзія   |
| 11    | Франція    |
| 12    | ПАР        |

## Нагороди

### Найкращий бомбардир
| Місце | Гравець                       | Голи |
| ----- | ----------------------------- | ---- |
| 1=    | Леовежильдо Жуніор (Бразилія) | 10   |
| 1=    | Матосас (Уругвай)             | 10   |

### Найкращий гравець
| Гравець             |
| ------------------- |
| Жоржиньо (Бразилія) |

### Найкращий воротар
| Player                    |
| ------------------------- |
| Педро Креспо (Португалія) |